# Atlantic (Spielwarenhersteller)

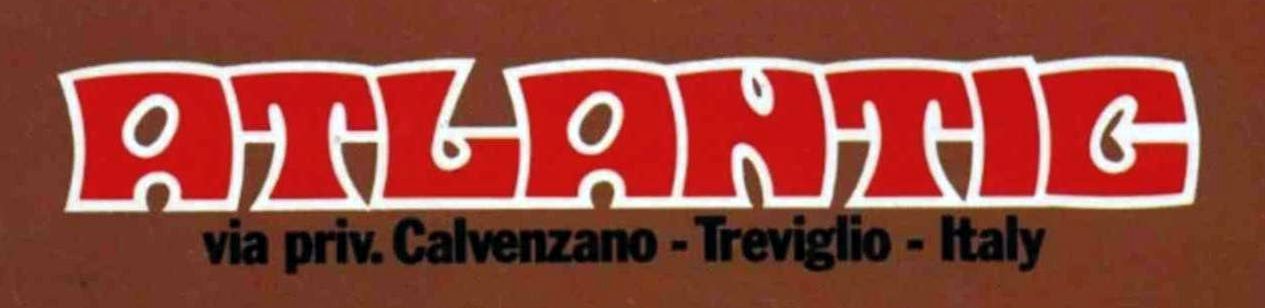
Logo von Atlantic um 1972

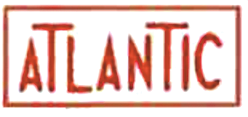
Früheres Logo von Atlantic

Atlantic war ein italienischer Spielwarenhersteller mit Sitz in Treviglio, der Modellfiguren und Zubehör herstellte.
Atlantic wurde im Februar 1966 in Mailand gegründet und begann 1971 zunächst mit Figurensätzen, die damals aktuellen Einheiten der italienischen Streitkräfte im Maßstab 1/72 darstellten. Es folgten Sets zur Antike (Römer, Griechen, Trojaner und Ägypter), zum Wilden Westen zum Zweiten Weltkrieg, zu politischen Umwälzungen des 20. Jahrhunderts (Russische und chinesische Revolution, Italienischer und deutscher Faschismus) und zu Science-Fiction-Animes. Zubehör wie Kolosseum, Tempel, Sphinx, Galeeren, Streitwagen, Kampfpanzer, Forts, Geschütze usw. folgten. Die Figuren und Teile des Zubehörs wurden auch im Maßstab 1/32 (eigentlich Figurenhöhe 54 mm, bei Atlantic aber oft 60 mm) auf dem Markt gebracht. Die Qualität der Modelle war schwankend. Während Gravur sowie historische und anatomische Korrektheit oft stark zu wünschen übrig ließen, traf der Gesamteindruck der ausdrucksstarken Modelle präzise das Thema. Die Antikenserie war ausgezeichnet graviert, die Weltkriegsfiguren markierten das andere Ende der Werteskala. Ab etwa 1975 wurden die Artikel auch in der Bundesrepublik Deutschland vertrieben, wobei jedoch im Hinblick auf das deutsche Strafrecht die Figurensets zu den faschistischen Bewegungen vom Import ausgeschlossen waren. Unterhaltsam waren manchmal die deutschen Übersetzungen der Artikelbeschreibungen: So wurde zum Beispiel ein Feldlazarett als „militarisch Krakenhaus“ (sic) transkribiert. Hoher Spielwert und ein günstiges Preis-Leistungs-Verhältnis machten sie nicht nur in Italien zum Spielzeugklassiker. Trotz der pädagogischen Zweifelhaftigkeit von Kriegsspielzeug waren insbesondere die Antiken-Modelle aufgrund der Komplexität und der Begleitinfos ein lehrreicher Einstieg zur Beschäftigung mit der Epoche.
1984 stellte Atlantic die Produktion ein, die Formen wurden zum größten Teil in den Irak verkauft. Die beiden Golfkriege von 1990 und 2003 sowie das Embargo gegen das Hussein-Regime verhinderten bisher eine Neuauflage. 
Die Modelle sind daher und wegen ihrer Ausdrucksstärke unter Sammlern gesucht. 
Teile der 1/72-Formen (zum Beispiel US-Kavallerie und Oktoberrevolution) blieben in Italien und wurden unter dem Label Nexus bzw. Waterloo in den letzten Jahren neu herausgebracht. Die Firma Nexus wurde wiederum im Jahr 2008 von Italeri übernommen; im aktuellen Programm von Italeri finden sich keine Produkte aus dem ehemaligen Atlantic-Portfolio.
Atlantic hat außerdem anderes Spielzeug hergestellt, darunter ein Tischfußballspiel, Brettspiele und Eisenbahngelände (Vacuform analog der anderen Playsets).